# 2004年アテネオリンピックのクロアチア選手団
2004年アテネオリンピックのクロアチア選手団（2004ねんアテネオリンピックのクロアチアせんしゅだん）は、2004年8月13日から8月29日にかけてギリシャの首都アテネで開催された2004年アテネオリンピックのクロアチア選手団、およびその競技結果。

## 概要
今大会は金メダル1個、銀メダル2個、銅メダル2個の合計5個のメダルを獲得した。

## メダル
| メダル | 選手名             | 競技 | 種目          |
| ------ | ------------------ | ---- | ------------- |
| 銀     | デュエ・ドラガンヤ | 競泳 | 男子50m自由形 |